# Христианский сионизм
Христианский сионизм — убеждение части христиан в том, что возвращение еврейского народа в Святую землю и возрождение еврейского государства является исполнением пророчеств Библии.
Христианские сионисты считают, что Бог обещал Аврааму, что Он благословит тех, кто благословляет евреев, и проклянёт тех, кто проклинает их (Быт. 12:3, Быт. 27:29, Чис. 24:9). Тем самым, любовь Господа по отношению к кому-либо проходит через Его любовь к евреям.
Теология христианского сионизма опирается на книги Даниила и Иезекиля, а также на диспенсационалистскую трактовку Апокалипсиса. Основы её были сформулированы в XIX веке пастором Сайрусом Скоуфилдом (1843—1921). Христианский сионизм зародился в Великобритании в середине XIX века, а концу XX века стал значительным движением в США.

## История

### XVII век
В 1621 году Генри Финч, один из видных членов Британской палаты общин, заявил, что евреи вернутся в Палестину, вновь завладев той землёй, которая некогда им принадлежала, и останутся там до Судного дня. Финч утверждал, что Господь благословит те народы, которые окажут поддержку евреям.

### XVIII век
В XVIII веке движение христиан-сионистов стало разрастаться после присоединения к нему нескольких европейских писателей, политиков и теологов. Наиболее известным среди них был Томас Ньютон, монах из Брюсселя. Он осуждал враждебные действия по отношению к евреям в Европе того времени.

### XIX век
В XIX веке развитие христианского сионизма продолжилось. Наиболее видным представителем этого течения в тот период был Энтони Эшли Купер, 7-й граф Шефтсбери.
В 1839 году граф Шефтсбери опубликовал статью под заголовком «Государство и возрождение евреев». В ней он призывал евреев возвратиться в Палестину с тем, чтобы, по его словам, завладеть землями Галилеи и Иудеи. В своих мемуарах Шефтсбери отмечал, что все свидетельства возвращения евреев в Палестину являются истинными. Именно Шефтсбери первым выдвинул лозунг «Земля без народа — народу без земли» и занимался агитацией в этом направлении в течение 57 лет. Его призыв нашёл положительный отклик у различных политиков, журналистов и религиозных христианских деятелей, как в Великобритании, так и в США.
Пик влияния Шефтсбери приходится на 1838 год, когда ему удалось убедить правительство своей страны открыть Консульство в Иерусалиме, которое явилось первой официальной миссией Великобританией на территории Палестины. Вслед за этим последовало назначения еврея Михаэля Залмана Александера англиканским пастырем в Иерусалиме. Движение христиан-сионистов имело видного теоретика в лице Чарльза Генри Черчилля, который был британским комиссаром в Дамаске. Он в 1841 году направил письмо Мозесу Монтефиоре, в котором говорил о своей уверенности в том, что создание государства евреев в Палестине вполне осуществимо при соблюдении двух условий: евреи должны взять инициативу в свои руки и действовать, а европейские государства — их поддержать.
Англо-ирландский богослов Джон Нельсон Дарби (1800—1881) написал книги «Другое рождение христиан» и «Великая радость», которые пронизывала мысль о возвращении евреев и создании их государства. Дарби продолжал свою миссионерскую деятельность в течение 60 лет, совершив несколько поездок в США, в ходе которых он заложил в этой стране основу христианского сионизма. У Дарби появилось несколько учеников из числа христианских богословов, в том числе Дуайт Муди, Билли Сандей, Джеймс Брукс, Гарри Эйрунсайдз и Сайрус Скоуфилд.
Джордж Гаулар (1796—1869) опубликовал книгу, в которой высказывал своё убеждение в близости дня возвращения евреев в Палестину.
К движению христианского сионизма принадлежал и выдающийся деятель Вильям Хехлер (1845—1931), отвечавший за религиозные вопросы в британском посольстве в Вене. Ему удалось установить тесные отношения с Теодором Герцлем, одним из основоположников сионизма. Свыше 30 лет Хехлер посвятил развитию сионизма и еврейского движения, несмотря на то, что сам он был христианином. Вильям Хехлер присутствовал на Первом конгрессе Всемирного сионистского движения, который состоялся в Базеле в 1897 году.
В этом движении находились также британский промышленник Эдвард Казалит (1827—1883), путешественник Лоренс Олифант (1829—1888) и американец Уильям Блэкстон, которого называли отцом сионизма. В 1891 году Уильям Блэкстон возглавил мощную массовую информационную кампанию с целью оказания влияния на американского президента Бенджамина Гаррисона с тем, чтобы заставить его поддержать создание еврейского государства в Палестине. Среди лиц, поддержавших эту кампанию, были нефтепромышленник-миллиардер Джон Рокфеллер, видный деятель в области средств массовой информации Чарльз Скрипнер, промышленник Джон Морган.

### XX век
В начале XX века движение христианского сионизма продолжало развиваться и достигло большого успеха в Великобритании. Английский премьер-министр Дэвид Ллойд-Джордж был последовательным приверженцем христианского сионизма, так же как и его министр иностранных дел лорд Джеймс Артур Бальфур.
В 1919 году Бальфур выступил с речью (см. Декларация Бальфура), в которой заявил, что правительство Великобритании «с одобрением рассматривает вопрос о создании в Палестине „национального очага“ для еврейского народа и приложит все усилия для содействия достижению этой цели»